# Glimlach (kunstwerk)
Glimlach is een tweedelig artistiek kunstwerk in Amsterdam.
Het kunstwerk bevindt zich in de twee "filialen" van het OLVG. In 2015 fuseerden het Onze Lieve Vrouwe Gasthuis in Amsterdam-Oost met het Sint Lucas Andreas Ziekenhuis in Amsterdam-West. De directie van de nieuwe instelling verzocht kunstenaars Wil van Blokland en Mirjam Bakker een kunstwerk om de fusie te vieren. Zij beeldden verspreid over twee tableaus de glimlach van 800 medewerkers af in porselein, nadat deze eerst in gips waren vervaardigd. De beeltenis in de openbare ontvangstruimte van OLVG-Oost bestaat uit een wit tableau met daarop in een cirkel met een doorsnee van 360 centimeter, waarin glimlachen zijn geplaatst (een in goud). Het tableau in OLVG-west bestaat uit een enkele witte ellips (400 x 200 cm), die een reflectie heeft op de voorliggende vloer.
Nadat het kunstwerk opgeleverd was kregen de deelnemers hun eigen gipsafdruk mee.